# Nick Ut
Nick Ut Cong Huynh, dit Nick Ut, né Huỳnh Công Út le 29 mars 1951 à Long An (État du Viêt Nam, Indochine française), est un photojournaliste et photographe américano-vietnamien.

## Biographie

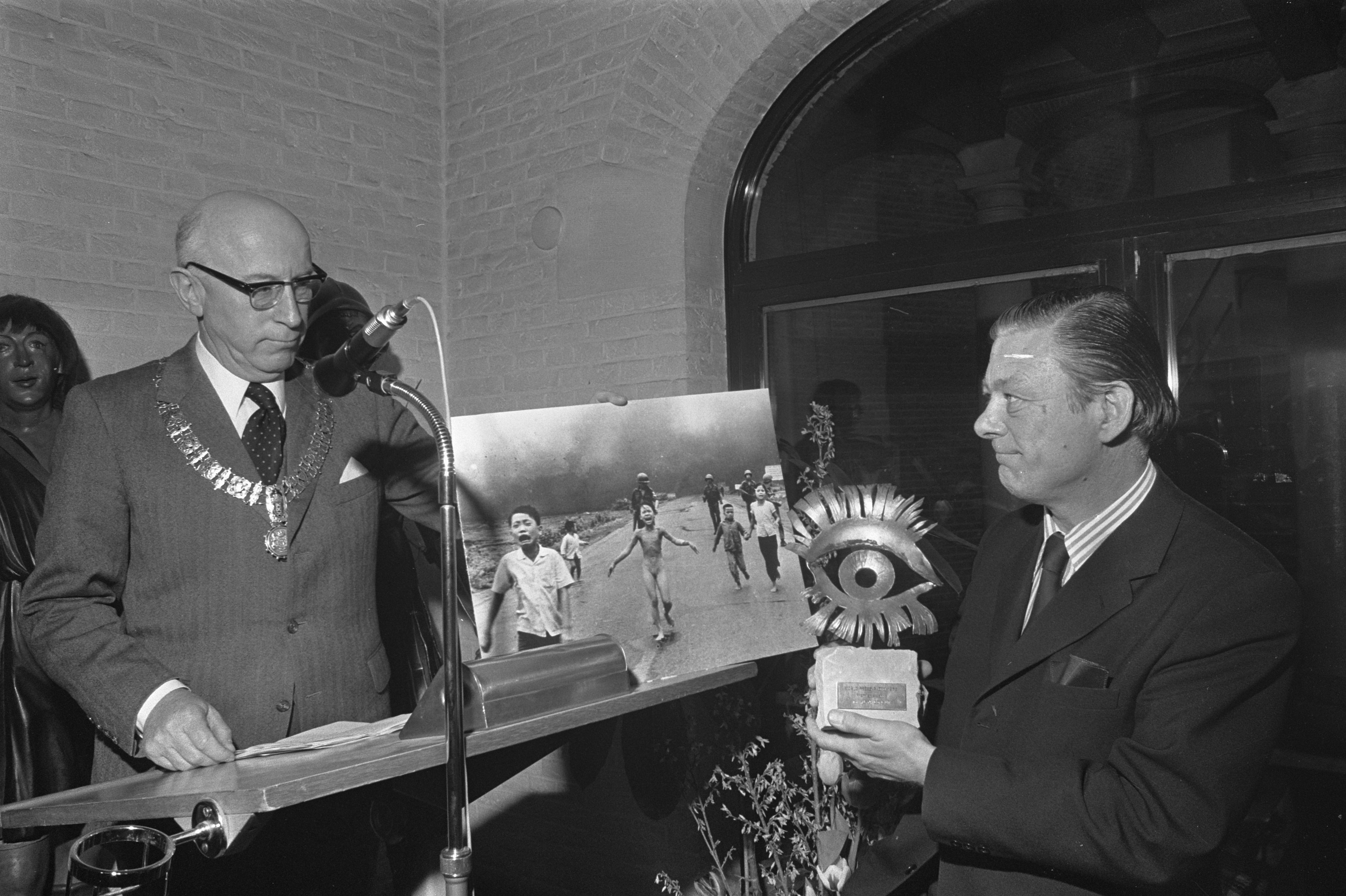
Le représentant de l'Associated Press recevant le Golden Eye Award au nom de Nick Ut par le bourgmestre d'Amsterdam Ivo Samkalden le 4 avril 1973.

Nick Ut est lauréat du World Press Photo 1972 pour sa photographie de Kim Phuc, une enfant terrorisée courant sur la route nationale 1 reliant Saïgon à Phnom Penh près du village de Trảng Bàng, victime de graves brûlures d'un mélange de napalm et de phosphore blanc. Deux bombes avaient été larguées par deux avions A-1 Skyraiders sud-vietnamiens. 
Cette image, prise le 8 juin 1972, et dont la paternité est contestée en 2025, est l'une des plus célèbres de la guerre du Viêt Nam. Nick Ut était alors présent au Viêt Nam pour le compte de l'agence Associated Press, par qui il avait été embauché à l'âge de 21 ans à la suite du décès de son frère, Huynh Thanh My, tué par le Viet Cong en 1965 et photographe au sein de la même agence. 
À son entrée en 1966 au bureau de Saïgon de l'Associated Press, il est pris sous l'aile du photographe de guerre Horst Faas, qui est déterminant pour faire publier la photographie de Kim Phuc malgré la censure sur les photos représentant de la nudité infantile. Avant de faire développer la photographie de la petite fille au napalm (Kim Phúc) dans le laboratoire photographique de l'Associated Press, il l'emmène avec sa propre voiture à l'hôpital de Củ Chi afin qu'elle soit soignée et sauvée par la suite.

« Je vois la vieille femme qui porte un enfant d'un an... et le bébé est mort dans ses bras... Ensuite je vois des enfants, cinq peut-être, courir droit vers mon appareil... et elle (Kim Phúc) pleure : « Au secours ! Au secours ! ». Je crie : « Mettez cette enfant dans l'eau, en entier »... »

— Huỳnh Công « Nick » Út, extrait d'un entretien avec Hal Buell pour AP Corporate Archives Oral History Program, 15 août 1997.
Il travaille ensuite au bureau de Tokyo. Il habite à Los Angeles, aux États-Unis, où il continue à travailler pour l'Associated Press de 1977 jusqu'à sa retraite en février 2017.

## Controverse sur l'auteur de la photo
Dans le documentaire The Stringer de Gary Knight et du réalisateur Bao Nguyen, diffusé le 26 janvier 2025 au festival du film de Sundance, Nick Ut ne pouvait pas être l'auteur de la photographie de la petite fille au napalm,,. Un seul homme est susceptible d'être le photographe, il s'appelle Nguyen Thanh Nghe, et il était pigiste pour AP. Horst Faas, directeur d'Associated Press à Saïgon, aurait préféré publier cette photographie à celle prise par Nick Ut. L'agence AP maintient la paternité de la photo malgré les accusations, puis la suspend le 16 mai 2025,, alors que Nick Ut insiste sur le fait que l’image est bien la sienne.

## Récompenses et distinctions
- 1972 : World Press Photo of the Year[10]
- 1973 : prix Pulitzer de la photographie d'actualité
- 2012 : prix Leica Hall of Fame
- 2014 : Lucie Award du photojournalisme
- 2016 : Lifetime Achievement Award du Los Angeles Press Club[4]
- 2021 : National Medal of Arts[4]